# Jastreb
 Ovo je glavno značenje pojma Jastreb. Za druga značenja pogledajte Jastreb (razdvojba).
Jastreb (Accipiter gentilis) je ptica grabljivica iz porodice jastrebova (Accipitridae). Srednje je veličine. Vrlo je rasprostranjena vrsta koja nastanjuje umjerena područja sjeverne hemisfere. Uglavnom je stanarica, ali ptice iz hladnijih područja sjeverne Azije i Kanade se sele na jug. Ova vrsta je prvi put opisana 1758. od strane Linnaeusa u njegovom Systema naturae i još uvijek ima svoj stari znanstveni naziv.
Jastreb se nalazi na zastavi Azora. Azorsko otočje dobilo je svoj naziv po portugalskoj riječi za jastreba (açor), jer su istraživači koji su prvi otkrili ovo otočje mislili da su ptice grabljivice koje su vidjeli bili jastrebovi; kasnije je otkriveno da su te ptice zapravo bile škanjci.

## Opis
Jastreb je najveći pripadnik roda Accipiter. On je ptica grabljivica s kratkim i širokim krilima i dugim repom, što to su prilagodbe manevriranju među drvećem u šumama u kojima živi i gnijezdi se. Mužjak je plavosiv odozgo sa sivim prugama odozdo, 49-57 cm dug s rasponom krila od 93-105cm. Ženka je mnogo veća, 58-64 cm duga s rasponom krila od 108-127cm, siva odozgo i odozdo. Mužjaci manjih podvrsta mogu težiti i samo 630 grama, a ženke većih i 2 kg.
Ova vrsta lovi ptice i sisavce u šumama, oslanjajući se na brzinu u letu kroz guste šume. Oportunisti su, kao i većina ptica grabljivica. Njihov najvažniji ptičji plijen su tetrijebi, golubovi i grlice i vrapčarke (većinom čvorci i vrane). Ponekada lovi močvarice do veličine divlje patke. Plijen je uglavnom manji od jastreba, ali ove ptice također ubijaju mnogo veće životinje, do veličine zeca. 

## Razmnožavanje
U proljetnoj sezoni parenja jastrebovi izvode spektakularne letove udvaranja, i to je najbolje vrijeme da ih se vidi. U ovo se vrijeme ponekad može čuti njihovo kliktanje slično galebovom. Odrasli se vraćaju na svoje teritorije do ožujka ili travnja i počinju nesti jaja u travnju ili svibnju. Na ovim teritorijima se skoro uvijek nalazi veliko i staro drveće u kojem se ove ptice gnijezde. Nesu 2 do 4 jajeta. Inkubacija traje od 28 do 38 dana. Mladi napuštaju gnijezdo nakon oko 35 dana i počnu letjeti nakon sljedećih 10 dana. Mogu ostati na roditeljskom teritoriju još godinu dana. Odrasli teritorije brane agresivno od bilo čega, pa i ljudi u prolazu.
Jastrebovi se mnogo koriste u jastrebarstvu. "Finski jastrebovi" (jastrebovi iz Finske) su jako cijenjeni jer su veći i jači od zapadnoeuropskih jastrebova.

## Drugi projekti
|  | Zajednički poslužitelj ima još gradiva o temi jastreb |
|  | Wikivrste imaju podatke o taksonu jastrebu            |